# Emily Whitmire
Emily Anne Whitmire (Portland, Oregón; 5 de mayo de 1991) es una artista marcial mixta estadounidense. Actualmente compite en la división de peso paja de Ultimate Fighting Championship (UFC).

## Primeros años
Hija de Mitch y Tiffany Whitmire, nació y creció en Washougal, Washington. Su padre -un campeón de lucha del estado de Washington- murió en un accidente de coche cuando ella tenía apenas unos meses. Su familia se trasladó a Camas, Washington, y luego a Vancouver, donde se graduó en el instituto Skyview. Emily creció compitiendo con caballos de carreras de barriles y soñando con participar en las Finales Nacionales de Rodeo.
Embriagada tras colarse en un bar con una identificación falsa cuando tenía 18 años, Whitmire participó en un combate de grappling con Lisa Ellis y se inspiró en este deporte a pesar de perder. Tras el incidente, empezó a entrenar en un gimnasio de Portland y a disputar combates amateur antes de ser invitada a entrenar en Xtreme Couture en 2017.

## Carrera en artes marciales mixtas

### Carrera temprana
Whitmire comenzó su carrera profesional de MMA en 2015 y acumuló un récord de 2-1 antes de participar en la serie de competencia de mma The Ultimate Fighter 26 UFC TV que posteriormente fue firmada por UFC después del programa.

### The Ultimate Fighter
En agosto de 2017, se anunció que Whitmire era una de las luchadoras que aparecían en The Ultimate Fighter 26, serie de televisión de la UFC, donde se llevaría a cabo el proceso para coronar a la campeona inaugural de las 125 libras femeninas de la UFC. En la ronda inicial, Whitmire se enfrentó a Christina Marks y ganó el combate por sumisión en el primer asalto. En los cuartos de final, se enfrentó a Roxanne Modafferi y perdió el combate por nocaut técnico.

### Ultimate Fighting Championship
Whitmire hizo su debut en la UFC el 1 de diciembre de 2017 en The Ultimate Fighter 26 Finale contra Gillian Robertson. Perdió el combate por sumisión en el primer asalto.
Su siguiente pelea fue el 7 de julio de 2018 en UFC 226 contra Jamie Moyle. Ganó el combate por decisión unánime.
El 10 de febrero de 2019, Whitmire se enfrentó a Aleksandra Albu en UFC on ESPN: Ngannou vs. Velasquez. Ganó el combate por sumisión al minuto del primer asalto.
Whitmire se enfrentó a la recién llegada a la promoción Amanda Ribas el 29 de junio de 2019 en UFC on ESPN: Ngannou vs. dos Santos. Perdió el combate por sumisión en el segundo asalto.
Whitmire tenía previsto enfrentarse a Polyana Viana el 7 de marzo de 2020 en UFC 248. En el pesaje, Whitmire pesó 117.5 libras, 1.5 libras por encima del límite de peso paja de la pelea sin título de 116. Se le impuso una multa del 20% de su bolsa y se esperaba que su combate con Viana siguiera adelante tal y como estaba programado en un peso acordado. Posteriormente, Whitmire fue hospitalizado el día del evento y el combate se canceló. El par fue reprogramado el 29 de agosto de 2020 en UFC Fight Night: Smith vs. Rakić en un combate de peso mosca. Whitmire perdió el combate por sumisión en el primer asalto.
Se esperaba que Whitmire se enfrentara a Hannah Cifers el 27 de febrero de 2021 en UFC Fight Night: Rozenstruik vs. Gane. Sin embargo, Cifers se retiró por razones no reveladas y fue sustituida por Sam Hugh. A su vez, Whitmire fue retirado del combate el 14 de febrero por razones no reveladas, y el combate fue cancelado.
Se esperaba que Whitmire se enfrentara a Cory McKenna en UFC Fight Night: Smith vs. Spann el 18 de septiembre de 2021. Sin embargo, McKenna fue retirada del evento por razones no reveladas y fue sustituida por Hannah Goldy. Whitmire perdió el combate por sumisión en el primer asalto.

## Récord en artes marciales mixtas
| Resultado | Récord | Oponente          | Método                                     | Evento                                            | Fecha                    | Ronda | Tiempo | Localización               | Notas                   |
| --------- | ------ | ----------------- | ------------------------------------------ | ------------------------------------------------- | ------------------------ | ----- | ------ | -------------------------- | ----------------------- |
| Derrota   | 4-5    | Hannah Goldy      | Sumisión (barra de brazo)                  | UFC Fight Night: Smith vs. Spann                  | 18 de septiembre de 2021 | 1     | 4:17   | Las Vegas, Nevada          |                         |
| Derrota   | 4-4    | Polyana Viana     | Sumisión (barra de brazo)                  | UFC Fight Night: Smith vs. Rakić                  | 24 de agosto de 2020     | 1     | 1:53   | Las Vegas, Nevada          |                         |
| Derrota   | 4-3    | Amanda Ribas      | Sumisión (estrangulamiento por detrás)     | UFC on ESPN: Ngannou vs. dos Santos               | 29 de junio de 2019      | 2     | 2:10   | Minneapolis, Minnesota     |                         |
| Victoria  | 4-2    | Aleksandra Albu   | Sumisión (estrangulamiento por detrás)     | UFC on ESPN: Ngannou vs. Velasquez                | 17 de febrero de 2019    | 1     | 1:01   | Phoenix, Arizona           |                         |
| Victoria  | 3-2    | Jamie Moyle       | Decisión (unánime)                         | UFC 226                                           | 7 de julio de 2018       | 3     | 5:00   | Las Vegas, Nevada          | Regreso al peso paja.   |
| Derrota   | 2-2    | Gillian Robertson | Sumisión (barra de brazo)                  | The Ultimate Fighter: A New World Champion Finale | 1 de diciembre de 2017   | 1     | 2:12   | Las Vegas, Nevada          | Debut en el peso mosca. |
| Victoria  | 2-1    | Ronni Nanney      | Decisión (unánime)                         | Extreme Beatdown: Beatdown 20                     | 18 de marzo de 2017      | 3     | 5:00   | New Town, Dakota del Norte |                         |
| Derrota   | 1-1    | Kelly D'Angelo    | Sumisión (estrangulamiento por guillotina) | RFA 44                                            | 30 de septiembre de 2016 | 2     | 3:46   | St. Charles, Misuri        |                         |
| Victoria  | 1-0    | Emily Ducote      | Decisión (unánime)                         | Freestyle Cage Fighting 50                        | 19 de septiembre de 2015 | 3     | 5:00   | Shawnee, Oklahoma          | Debut en el peso paja.  |